# Хёйс-тен-Бос
Хёйс-тен-Бос (нидерл. Huis ten Bosch, что значит «Дом в лесу») — традиционная резиденция голландской королевской семьи  на окраине Гааги (прежде за чертой города). 
Резиденция в традиционном голландском стиле выстроена архитекторами Питером Постом и Якобом ван Кампеном в 1648-1652 годах по заказу Амалии Сольмс-Браунфельсской, вдовы штатгальтера Фредерика Генриха. Зал славы дома Оранских пышно украшен живописью, над которой работали ведущие художники того времени — Геррит ван Хонтхорст, Якоб Йорданс, Томас Босхарт, Ян Ливенс, Ян Ван Дейк и другие.
Многие правители Нидерландов, включая Людовика Бонапарта, предпочитали Домик в лесу официальной резиденции в центре Гааги. Во время Второй мировой войны королева Вильгельмина уехала из оккупированной нацистами страны в Англию. В отместку оккупанты разорили дворец и определили его к сносу. По окончании войны Хёйс-тен-Бос был отреставрирован. Официальные мероприятия с участием королевы обычно проходят в Королевском дворце в центре города.
Копия дворца в натуральную величину украшает тематический парк японского города Сасебо, посвящённый золотому веку Голландии.